# EGO-WRAPPIN'
에고래핑(EGO-WRAPPIN')은 일본의 재즈 음악 그룹이다. 긴키 지방에서 각자 음악 활동을 하던 두 사람이 라이브 하우스에서 만나 1996년에 팀을 결성하면서 시작되었다. 2008년에는 김혜수가 부른 이들의 곡 〈색채의 블루스〉가 영화 《모던 보이》에 사용됐으며, 디지털 싱글로도 발매됐다.

## 멤버
- 나가노 요시에 (보컬)
- 모리 마사키 (기타)

## 음반 목록

### 싱글
1. ~Midnight Dejavu~ 시키사이노 블루스 (色彩のブルース 색채의 블루스[*], 2001년 11월 28일)
2. 구치바시니체리 (くちばしにチェリー 부리에 체리[*], 2002년 7월 24일)
3. GO ACTION (2008년 7월 9일)
4. SURE SHOT[3] (2010년 5월 19일)
5. BRAND NEW DAY／love scene (2010년 7월 7일)
6. BRIGHT TIME (2014년 5월 21일)

### 정규 음반
1. 밀물의 로맨스 (満ち汐のロマンス 미치시오 로만스[*], 2001년 5월 30일)
2. Night Food (2002년 7월 5일)
3. merry merry (2004년)
4. ON THE ROCKS! (2006년)
5. EGO-WRAPPIN’AND THE GOSSIP OF JAXX (2009년 2월 18일)
6. 생떼부리기 데드히트 (ないものねだりのデッドヒート, 2010년 9월 15일)
7. steal a person's heart (2013년 4월 10일)

### 베스트 음반
1. 베스트 래핑 1996-2008 (2008년 10월 15일)